# 丙子の乱
丙子の乱（へいしのらん、英語：Qing invasion of Joseon）は、1636年から1637年にかけて、清が李氏朝鮮に侵略して、制圧して服属させた戦争。韓国では『朝鮮王朝実録』以来、敵対感が込められた呼称である丙子胡乱（ピョンジャホラン、へいしこらん）が用いられたが、自国中心主義であるとして丙子戦争の呼称も使用されている。胡の字は、古来より漢族が北部や西部の異民族への蔑称として用いていたものであり、胡乱は北西部の蛮族（女真）が乱を起こしたという意味になる。中国では丙子之役と呼ばれている。

## 背景
17世紀初め、中国全土を支配していた明が衰えを見せ、後金が台頭してきた。1627年、後金は親明的な政策をとっていた朝鮮に侵入・制圧し（丁卯胡乱）、後金を兄、朝鮮を弟とすることなどを定めた和議を結んだ。
1636年、後金の太宗ホンタイジ（皇太極）は皇帝に即位し、国号を清と改め、朝鮮に対して臣従するよう要求した。しかし朝鮮の朝廷では斥和論（主戦論）が大勢を占めたため、仁祖は清を蛮夷と呼んで、自尊心と名分を掲げて拒絶した。これは丙子胡乱と三田渡の恥辱を招いたために、後に韓国では最終判断として何よりも重要な国益が考慮されなければならず、安保損失を招く行為を自尊心という名分のために強行するのは愚かなことと批評されている。
要求を拒絶された清は朝鮮が謝罪しなければ攻撃すると脅したが、朝鮮はこれを黙殺した。これに激怒したホンタイジは朝鮮侵攻を決意する。

## 経緯
1636年12月29日（旧暦12月2日）、ホンタイジは自ら10万の兵力を率いて当時都としていた盛京（瀋陽）を発ち、翌年1月5日（旧暦12月9日）には鴨緑江を渡って朝鮮に侵入した。義州府尹の林慶業は白馬山城を固めて清軍に備えたが、清軍はこれを避けて漢城に向けて進撃した。9日、朝鮮の朝廷は清軍侵入の事実を知ったが、10日には清軍がすでに開城を通過していた。朝鮮朝廷は急遽、漢城と江華島の守備を固め、宗室を江華島に避難させた。10日夜には仁祖も江華島へ逃れようとするが、清軍に道をふさがれ、やむなく1万3000人の将兵と共に南漢山城に逃れたが城を包囲され、40日余りの戦いの末に降伏、和議が結ばれた（三田渡の盟約）。
1637年2月24日（旧暦1月30日）、仁祖は城を出て、漢江南岸の三田渡にある清軍陣営に出向き、清に対する降伏の礼を行わされた。仁祖は朝鮮王の正服から平民の着る粗末な衣服に着替え、受降壇の最上段に座るホンタイジに向かって最下壇から三跪九叩頭の礼による臣下の礼を行い、許しを乞わされた。

## 戦後
戦後和議として、11項目からなる丁丑約条が結ばれた。

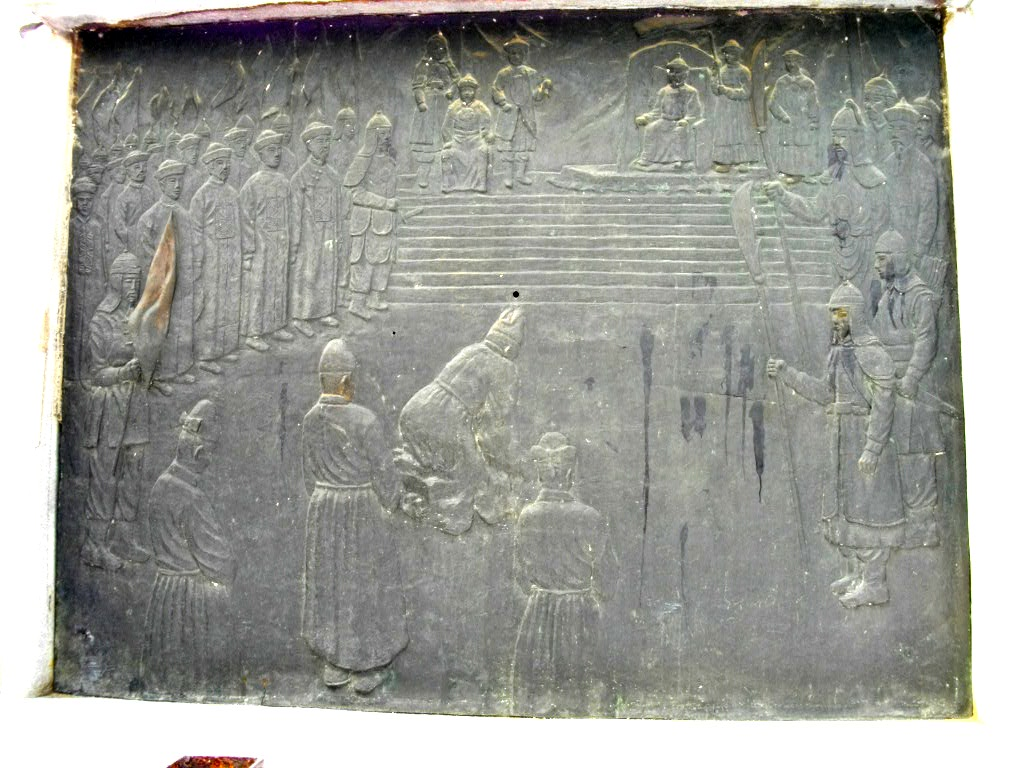
ホンタイジに三跪九叩頭する仁祖（銅版）

- 朝鮮は清国に対し、臣としての礼を尽くすこと。
- 朝鮮は明の元号を廃し、明との交易を禁じ、明から送られた誥命と明から与えられた朝鮮王の印璽を清国へ引き渡すこと。
- 王の長男と次男、および大臣の子女を人質として送ること。
- 清国が明を征服する時には、求められた期日までに、遅滞なく援軍を派遣すること。
- 内外（清国）の諸臣と婚姻を結び、誼を固くすること。
- 城郭の増築や修理については、清国に事前に承諾を得ること。
- 清国皇帝の誕生日である聖節・正朔である正月一日・冬至と慶弔の使者は、明との旧例に従って送ること。
- 清国が鴨緑江の河口にある島を攻撃する時に、兵船50隻を送ること。
- 清国からの逃亡者を隠してはいけない。
- 昔の慣例に従い日本と貿易を行うこと。
- 清国に対して黄金100両・白銀1000両と20余種の物品を毎年上納すること。

ホンタイジは、自身の「徳」と仁祖の「過ち」、そして両者の盟約を示す碑文を満洲語・モンゴル語・漢語で石碑に刻ませ、1639年に降伏の地である三田渡に建立させた。
李氏朝鮮は、この和議により初年度に黄金100両、白銀1000両の他、牛3000頭、馬3000頭など20項目余りの物品を献上したが、毎年朝貢品目は減った。また『仁祖実録』によれば和議の10カ月後には、婚姻のため8歳から12歳の6人の女を送ったり、その翌年には10人の侍女を送った記録があるが、これらの婚姻は取り消されている。清に捕虜として約50万人も連行された。清に連れて行かれた朝鮮女性は性奴隷にされ、本妻から虐待を受けたりもした。
清からの勅使は1637年から1881年までの244年間に161回に及び、そのたびごとに朝鮮国王は迎恩門に至り、三跪九叩頭の礼により迎えた後、慕華館での接待を余儀なくされた。逆に朝鮮から清への朝貢使（朝鮮燕行使）は500回以上にも及んでおり（当初は毎年4回、1644年以降は年1回）、これは当時の清の冊封を受けていた琉球（2年に1回）、タイ（3年に1回）、ベトナム（4年に1回）などと比べても突出して多いものであった。清と朝鮮のこのような関係は、日本と清による日清戦争で日本が勝利し、下関条約で日本が清に李氏朝鮮の独立を認めさせる1895年まで、約250年間続いた。
朝鮮がこの戦いに敗れるまで、歴代の朝鮮王が明朝皇帝に対する臣節を全うしたことを清側は高く評価し、後の康熙帝がこれを賞賛する勅諭を出している。
丁丑約條には、以後朝鮮は清に対して臣下となること (事大の礼を尽す) 、(2) 明の年号から清年号に変えること（3) 人質として王子を出すこと、 （4）軍船と人員の提供、(5) 年貢、（6）新旧の城壁を修理したり、伸縮したりすることを許さないと朝鮮の国防政策制限などの項目がある。朝鮮日報によると攻城戦が戦争の基本だったので、国防放棄宣言だったと指摘している。清の太宗（ホンタイジ）は朝鮮に定期的に使者を送り、「朝鮮が国防に手をつけられないようにせよ」との遺言を残すほど国防放棄させることに執着した。 丁丑約條を結ばされた68年後の1705年の朝鮮実録に崩れた都城の塀の修理に清の許可の必要性を巡って、朝鮮の宮廷が揉めたことを朝鮮日報は韓国のTHAADへの中国に対する韓国国内の対応と似ていると指摘し、中国に対する三不宣言は現代の丁丑約條だと批判している。1705年当時、現代の副首相に相当する朝鮮の右議政は「築いた後で発覚したらどうするのか」と心配し、同格の左議政が「ゆっくり築けば気付かれずにできている」と小細工を提案、現代の国防長官に相当する兵曹判書は「他の意見をあまねく聞いてから決めよう」と結論延期した。朝鮮日報は「戦闘に必要な山城もなく、宮廷警備や都を警備する塀を修理するため言った言葉だ」として現在の韓国の中国への態度そのものだと悲観した。

## 年表
（日付はすべて旧暦）
- 1619年 - 明と後金（のちの清）が争ったサルフの戦いにおいて、李氏朝鮮の光海君は明に1万人の援軍を派遣。明軍が壊滅すると、朝鮮軍の将帥姜弘立は後金のヌルハチに降伏する。
- 1621年
  - 7月 - 明の遼東都司毛文龍が後金の攻撃を避けて朝鮮境内に入る。
  - 11月 - 毛文龍を追撃した後金軍が鴨緑江を渡って朝鮮に侵入したが、捕らえられずに帰還。光海君は毛文龍に平安道鉄山沖の椵島（皮島）に入るよう勧める。
- 1623年 - 朝鮮で西人派がクーデター。それまで明と後金の両者に対し中立的な外交政策をとっていた光海君が廃位され、仁祖が即位（仁祖反正）。西人派は後金との交易を停止するなど反後金親明的な政策を行う。
- 1624年 - 朝鮮で西人派が内部抗争。論功行賞に不満をもった李适（イ・クァル）が反乱を起こす。李适は前年のクーデターの首謀者の1人。反乱はすぐに鎮圧されたが、反逆者の一部は後金に逃げこみ、後金に朝鮮を攻撃するよう進言する。
- 1626年 - 後金のヌルハチ死去。
- 1627年
  - 1月 - 丁卯胡乱が起こる。ヌルハチの後を継いだホンタイジが、3万人の軍勢で朝鮮を攻撃。首都漢城を脅かすと、仁祖は江華島に逃げた。
  - 3月3日 - 後金のほうが李氏朝鮮に和平交渉を提言、李氏朝鮮もすぐに和議を受け入れた。この時、江華島で合意された内容は以下のとおり。
    - 後金を兄、朝鮮を弟とする兄弟国としての盟約であること。
    - 朝鮮は明の年号「天啓」を使わないこと。
    - 朝鮮は自国の王子の代わりに、王族の李玖（イ・グ）を人質として差し出すこと。
    - 後金と朝鮮は、今後互いの領土を侵害しないこと。
    - 朝鮮は国境地帯に互市を開設すること。
- 1629年
  - 6月5日 - 明の兵部尚書袁崇煥が毛文龍を誘引して誅す。
- 1635年
  - 9月6日 - チャハル征伐で獲得した元朝の伝国璽がホンタイジに献納される。これを機に後金は大清国への国家改編を推進する。
- 1636年
  - 2月 - 仁祖の妃の仁烈王后の国喪に際し、後金が弔問使を朝鮮に派遣する。朝鮮朝廷の冷遇に直面した後金の使節団が帰国途中、斥和を強調した仁祖の檄文を奪い、両国関係は破局に突き進む。
  - 4月11日 - 満洲族・モンゴル族・漢族の推戴を受ける形式で、ホンタイジが皇帝に即位。国号を後金から清に改める。即位式に出席した朝鮮の使臣の羅徳憲と李廓は拝礼せず、物議を醸す。
  - 4月26日 - 朝鮮朝廷が清の建元を僭したものと見なして、拒否の意向を盛り込んだ国書を送ることに決める。明に対する事大主義の意味で朝鮮はホンタイジの皇帝即位を認めず。
  - 6月 - 清軍が明への攻略に乗り出す。万里の長城を越えて関内に進入した清軍は山東一帯まで略奪して帰還。この出兵は朝鮮征伐に先立ち、明側からの脅威を防止する目的もあった。
  - 10月27日 - 朝鮮の使節団が瀋陽に到着し国書を伝えたが、清は受付を拒否して送り返す。
  - 11月25日 - ホンタイジが貝勒・王公・諸大臣を召集して冬至の祭礼を行い、盟約に違反した朝鮮の罪状を列挙しながら、征伐に乗り出すと宣布する。
  - 12月2日 - ホンタイジは10万の兵を率いて親征し朝鮮を征討のため瀋陽より出発。丙子の乱が起こる。
  - 12月8日 - 清軍の先鋒隊が鴨緑江を渡る。
  - 12月13日 - 朝鮮朝廷に清軍の侵入事実が知られる。もはや江華島に逃げこむ算段はかなわず、仁祖は1万3000人の将兵を引き連れ、南漢山城に籠城。食料は50日分しかなかった。
  - 12月29日 - ホンタイジ率いる清軍の本隊が漢城を経て南漢山城に至る。
- 1637年
  - 1月1日 - 清軍は軍勢を12万人にまで増強し、仁祖が籠城する南漢山城を包囲。
  - 1月2日 - 南漢山城を救援しに来た朝鮮の勤王軍が撃破される。ホンタイジは詔勅を送って仁祖を詰責する。
  - 1月7日 - 水原の近くで朝鮮の勤王軍が清軍を撃退させる。この時、ヌルハチの娘婿のヤングリが狙撃されて戦死。
  - 1月17日 - ホンタイジが泊まる軍営の近くで天然痘が発生すると、清は仁祖の出城を督促する。
  - 1月18日 - 朝鮮朝廷は清の陣営に降伏の文書を送るが、清は受け取りを拒絶（大清国寬温仁聖皇帝陛下と書くべき上書の陛下を省いた為）。
  - 1月20日 - 清が仁祖の出城と反清派（斥和派）大臣の押送を降伏条件として提示。
  - 1月21日 - 朝鮮は再び降伏の文書を送るが、清は受け取りを拒絶（仁祖が出城を拒んだ為）。
  - 1月22日 - ドルゴン率いる清軍の別働隊が江華島を攻め落とす。江華島に駐屯していた朝鮮軍は全滅となり、昭顕世子と鳳林大君などの王族が捕虜になる。
  - 1月23日 - 朝鮮は再び降伏の文書を送るが、またしても拒否される。文書をやりとりしている期間も清による南漢山城への砲撃はやまず、城内は厭戦気分が漂う。
  - 1月26日 - 江華島が陥落された事実が南漢山城に知られる。
  - 1月27日 - 朝鮮は仁祖が城を出て直接清皇帝に赦しを乞う旨の文書を清の陣営に送る。帰途に就いた清軍のモンゴル人部隊が金化で朝鮮軍を大破する。
  - 1月28日 - 清が具体的な降伏条件を朝鮮朝廷に指示。王の長男や諸大臣の子を人質に捕る、黄金を一百両、白銀を一千両納める等。
  - 1月29日 - 崔鳴吉と李英達が降伏条件を受け容れる旨の書状を清皇帝へ進上。朝鮮の反清派大臣3人も清の陣営に引き渡される。
  - 1月30日 - 仁祖が南漢山城より三田渡に在すホンタイジの元へ罷り出て三跪九叩頭の礼を取る。

## 丙子の乱を描いた作品
映画
- 神弓-KAMIYUMI-（2011年、監督：キム・ハンミン、主演：パク・ヘイル）
- 天命の城（朝鮮語版）（2017年、監督：ファン・ドンヒョク、主演：イ・ビョンホン）

テレビドラマ
- 大命（1981年、主演：キム・フンギ、キム・ソンジョル、ペク・イルソプ）
- 朝鮮王朝五百年（1986年、主演：リュ・インチョン、ピョン・ヒポン、チョン・ウク）
- 推奴 チュノ（2010年、主演：チャン・ヒョク、オ・ジホ、イ・ダヘ）
- 恋人〜あの日聞いた花の咲く音〜（2023年、出演：ナムグン・ミン、アン・ウンジン、イ・ハクジュ、イ・ダイン）